# Coupe de Belgique de football 2021-2022
Navigation
Édition précédente Édition suivante
La Coupe de Belgique 2021-2022 est la 67e édition de la Coupe de Belgique. Le nom commercial de l'épreuve demeure la « Croky Cup », du nom d'une marque de chips.
Chronologiquement, cette édition retrouve un déroulement plus habituel, avec les tours préliminaires qui débutent à la fin juillet 2021 puis qui s'écoulent, au rythme d'un tour par week-end, jusqu'au 29 août 2021.
Cette édition est la cinquième après la réforme de la hiérarchie des divisions au sein du football belge réalisée en vue de la saison 2016-2017. Contrairement à ce que le site de la fédération a publié durant l'été 2020, l'appellation des séries, du 4e et du 5e niveau reste, respectivement la « D2 Amateur » et « D3 Amateur ». Malgré la répartition des clubs sur base de leur régime linguistique, les niveaux 4 et 5 restent considérés comme « nationaux ».
La compétition est remportée par le KAA La Gantoise, qui s'impose en finale face au RSC Anderlecht.

## Fonctionnement et règlement
La coupe est jouée par matchs à élimination directe, à l'exception des demi-finales, qui se disputent en rencontres aller/retour. En théorie, les équipes de division 1A ne commencent l'épreuve qu'à partir des « Seizièmes de finale ». Depuis la saison 2019-2020 et le retour de l'élite belge à 18 clubs, deux formations commencent la Coupe de Belgique plus tôt..

### Généralités
306 clubs participent à l'épreuve.
Cinq tours préliminaires concernent les clubs issus de tous les niveaux inférieurs à la Jupiler Pro League. Au total, ces équipes proviennent des divisions suivantes :
- 160 clubs provinciaux (p-)
- 63 clubs de Division 3 Amateur (D3)
- 48 clubs de Division 2 Amateur (D2)
- 15 clubs de Nationale 1 (N1)
- 8 clubs de Proximus League (II)
- 18 clubs de Jupiler Pro League (I)

### Cas particuliers

#### Virton
En novembre 2020, le R. Excelsior Virton qui est privé de licence D1B et Nationale 1 depuis le printemps précédent et par ce fait contraint de redescendre au 4e niveau (D2 Amateur ACFF) obtient gain de cause devant les tribunaux civils. Le club est, de facto, réintégré au 2e échelon hiérarchique . Le matricule 200 a la confirmation de l'obtention de sa licence en mai 2021, mais malgré cela débute la Coupe de Belgique 2021-2022 au 3e tour préliminaire.

#### Lierse
Le K. Lierse Kempenzonen, repêché pour la D1B durant l'été 2020, reste comme considéré « Nationale 1 » et commence de nouveau la Coupe 2021-2022 au 3e tour, comme ce fut déjà le cas en 2020-2021.

#### Pandémie de Covid-19
Depuis le printemps 2020, la fédération belge de football met en place un Protocole Covid-19 que les clubs et leurs affiliés sont tenus d'appliquer dans les différentes compétitions. Les directives s’adaptent régulièrement à l'évolution de la pandémie.
Les mesures en cas de contamination au sein des joueurs varient selon la compétition. Si le report d’un match est la règle dans les championnats, ce principe est difficilement envisageable pour les cinq premiers tours de la Coupe, vu la succession des matchs chaque semaine. Il est donc demandé aux clubs touchés de déclarer forfait.
Au moment d'entamer les tours préliminaires 2021-2022 la « Procédure Covid » est toujours d'application, car, spécifiquement, rien n'a été officiellement publié par l'fédération belge.

## Calendrier
| Nom                                               | Tirage au sort      | Date aller                                            | Date retour                                           | Équipes participantes | Équipes restantes |
| ------------------------------------------------- | ------------------- | ----------------------------------------------------- | ----------------------------------------------------- | --------------------- | ----------------- |
| Cinquième tour préliminaire                       | 18 juin 2021        | 28 et 29 août 2021, 4, 5, 14, 15 et 21 septembre 2021 | 28 et 29 août 2021, 4, 5, 14, 15 et 21 septembre 2021 | 32 (?)                | 32 à 16           |
| Seizièmes de finale                               | 24 septembre 2021   | 26 au 28 octobre 2021                                 | 26 au 28 octobre 2021                                 | 32 (16+16*)           | 32 à 16           |
| Huitièmes de finale                               | TBD                 | du 30 novembre 2021 au 2 décembre 2021                | du 30 novembre 2021 au 2 décembre 2021                | 16                    | 16 à 8            |
| Quarts de finale                                  | TBD                 | du 21 au 23 décembre 2021                             | du 21 au 23 décembre 2021                             | 8                     | 8 à 4             |
| Demi-finales                                      | TBD                 | 1 au 3 février 2022                                   | 1 au 3 mars 2022                                      | 4                     | 4 à 2             |
| Finale                                            | 16 ou 17 avril 2022 | 16 ou 17 avril 2022                                   | 16 ou 17 avril 2022                                   | 2                     | 2 à 1             |
| * entrée de 16 clubs restant de la D1 belge (D1A) |                     |                                                       |                                                       |                       |                   |

## Cinquième tour préliminaire
Le 5e tour est joué de manière décousue en termes de calendrier. Cela est dû à l'entrée en compétition des deux équipes de Division 1A et des formations de Division 1B. Ces deux divisions professionnelles disputent une journée de championnat du 27 au 29 août 2021.
- Pour les rencontres no 278 et no 280, l'ordre du tirage au sort initial est inversé car les installations des cercles amateurs concernés sont homologuées pour ce niveau de l'épreuve.

| Tour | Date              | N°  | Équipe 1                          | Équipe 2                       | Score 90 min | Score 120 min | T au B |
| ---- | ----------------- | --- | --------------------------------- | ------------------------------ | ------------ | ------------- | ------ |
| T5   | 29 août 2021      | 268 | R. CS Onhaye (D3)                 | K. SC Eendracht Aalst (D2)     | 0-0          | 1-0           |        |
| T5   | 29 août 2021      | 269 | R. Francs Borains (N1)            | Hoogstraten VV (D2)            | 3-1          |               |        |
| T5   | 29 août 2021      | 272 | RAAL La Louvière (D2)             | K. SC Dikkelvenne (D2)         | 4-2          |               |        |
| T5   | 29 août 2021      | 274 | R. Knokke FC (N1)                 | K. RC Gent (D2)                | 2-2          | 3-2           |        |
| T5   | 29 août 2021      | 275 | SV Belisia Bilzen (D2)            | K. FC Zwarte Leeuw (D3)        | 1-0          |               |        |
| T5   | 29 août 2021      | 277 | VK Tienen (N1)                    | R. AS Jodoigne (D3)            | 1-0          |               |        |
| T5   | 29 août 2021      | 279 | K. VC St-Eloois-Winkel Sport (N1) | K. FC Mandel United (N1)       | 0-0          | 0-0           | 5-4    |
| T5   | 4 septembre 2021  | 270 | FC Verbroedering Dender EH (N1)   | K. RS Waasland-Beveren SK (II) | 1-0          |               |        |
| T5   | 4 septembre 2021  | 271 | K. Lierse Kempenzonen (II)        | K. Rupel Boom FC (N1)          | 2-0          |               |        |
| T5   | 4 septembre 2021  | 273 | URSL Visé (N1)                    | R.W.D. Molenbeek (II)          | 0-1          |               |        |
| T5   | 5 septembre 2021  | 265 | R.FC de Liège (N1)                | K. VC Westerlo (II)            | 1-3          |               |        |
| T5   | 14 septembre 2021 | 266 | R. Excel Mouscron (II)            | K. VK Wellen (D3)              | 3-1          |               |        |
| T5   | 14 septembre 2021 | 267 | K. Lyra-Lierse Berlaar (D2)       | KM SK Deinze (II)              | 0-5          |               |        |
| T5   | 15 septembre 2021 | 278 | K. Diegem Sport (D2)              | Lommel SK (II)                 | 2-4          |               |        |
| T5   | 15 septembre 2021 | 280 | K. SC Lokeren-Temse (D2)          | R. FC Seraing ( I)             | 0-3          |               |        |
| T5   | 21 septembre 2021 | 276 | R. Union St-Gilloise ( I)         | FC Lebbeke (D3)                | 7-0          |               |        |

## Seizième de finale

### Participants
Les cinq divisions nationales sont encore représentées par au moins un club.
Le « petit Poucet » de cette édition est le R. CS Onhaye (Division 3 ACFF). Onhaye se trouve dans la Province de Namur entre Dinant et Philippeville.

#### Par régions
| Régions            | Total | JL (I) | PL (II) | N1 | D2 | D3 |
| ------------------ | ----- | ------ | ------- | -- | -- | -- |
| Région bruxelloise | 3     | 2      | 1       | 0  | 0  | 0  |
| Région flamande    | 21    | 12     | 4       | 4  | 1  | 0  |
| Région wallonne    | 8     | 4      | 1       | 1  | 1  | 1  |
| TOTAUX             | 32    | 18     | 6       | 5  | 2  | 1  |

#### Par provinces
Deux provinces francophones: Brabant wallon et Luxembourg ne sont plus représentées.
| #  | Provinces                       | Total | JL (I) | PL (II) | N1 | D2 | D3 | Détails Clubs Amateurs              |
| -- | ------------------------------- | ----- | ------ | ------- | -- | -- | -- | ----------------------------------- |
| 1  | Province d'Anvers               | 5     | 3      | 2       | 0  | 0  | 0  |                                     |
| 2  | Province du Brabant flamand     | 2     | 1      | 0       | 1  | 0  | 0  | VK Tienen                           |
| 3  | Bruxelles - ACFF                | 3     | 2      | 1       | 0  | 0  | 0  |                                     |
| 4  | Province de Flandre-Occidentale | 7     | 5      | 0       | 2  | 0  | 0  | R. Knokke FC, K. VC St-E-Winkel Sp. |
| 5  | Province de Flandre-Orientale   | 3     | 1      | 1       | 1  | 0  | 0  | FC Verbr. Dender EH                 |
| 6  | Province de Hainaut             | 5     | 1      | 1       | 1  | 1  | 0  | R. Francs Borains, RAAL La Louvière |
| 7  | Province de Liège               | 3     | 3      | 0       | 0  | 0  | 0  |                                     |
| 8  | Province de Limbourg            | 4     | 2      | 1       | 0  | 1  | 0  | SV Belisia Bilzen                   |
| 10 | Province de Namur               | 1     | 0      | 0       | 0  | 0  | 1  | R. CS Onhaye                        |
|    | TOTAUX                          | 32    | 18     | 6       | 5  | 2  | 1  |                                     |

### Résultats
Les rencontres sont disputées du 26 au 28 octobre 2021.

- « Petit Poucet » encore en lice, le R. CS Onhaye met les petits plats dans les grands, avec des joueurs prenant expressément congé pour se préparer au mieux dans des conditions dignes des professionnels. Cela n'empêche pas un score sévère au littoral, après avoir ouvert le score[7]!
- L’Union St-Gilloise et le Sporting de Charleroi sont les seuls clubs de division 1A éliminés durant cette phase.

| OT  | Dates           | à domicile                        | à l'extérieur             | Scores 90' | Scores 120' | T a B |
| S 2 | 26 octobre 2021 | R. Excel Mouscron ( II)           | R. Standard de Liège (I)  | 0-1        |             |       |
| S 3 | 26 octobre 2021 | KV Oostende (I)                   | R. CS Onhaye (D3)         | 8-1        |             |       |
| S 4 | 26 octobre 2021 | R.W.D. Molenbeek (II)             | SV Zulte-Waregem (I)      | 1-2        |             |       |
| S 8 | 26 octobre 2021 | Yellow Red KV Mechelen (I)        | R. Union St-Gilloise ( I) | 2-1        |             |       |
| S 1 | 27 octobre 2021 | R. Francs Borains (N1)            | K. Beerschot VA (I)       | 0-4        |             |       |
| S 6 | 27 octobre 2021 | RAAL La Louvière (D2)             | R. SC Anderlecht (I)      | 1-7        |             |       |
| S 7 | 27 octobre 2021 | K. AA Gent (I)                    | SV Belisia Bilzen (D2)    | 4-0        |             |       |
| S 9 | 27 octobre 2021 | KVC Sint-Eloois-Winkel Sport (N1) | K. RC Genk (I)            | 0-6        |             |       |
| S10 | 27 octobre 2021 | FC Verbroedering Dender EH (N1)   | K. AS Eupen (I)           | 0-1        |             |       |
| S12 | 27 octobre 2021 | K. Lierse Kempenzonen (II)        | Oud-Heverlee Leuven (I)   | 1-2        |             |       |
| S13 | 27 octobre 2021 | RFC Seraing ( I)                  | K. St-Truidense VV (I)    | 2-2        | 3-2         |       |
| S14 | 27 octobre 2021 | Club Brugge KV (I)                | KM SK Deinze (II)         | 3-0        |             |       |
| S15 | 27 octobre 2021 | R. Charleroi SC (I)               | Lommel SK (II)            | 0-0        | 0-0         | 3-4   |
| S16 | 27 octobre 2021 | R. Knokke FC (N1)                 | KV Kortrijk (I)           | 1-1        | 1-1         | 1-2   |
| S 5 | 28 octobre 2021 | Cercle Brugge K. SV (I)           | VK Tienen (N1)            | 3-0        |             |       |
| S11 | 28 octobre 2021 | KVC Westerlo (II)                 | R. Antwerp FC (I)         | 2-1        |             |       |

## Huitièmes de finale

### Participants

#### Par régions
| Régions            | Total | JL (I) | PL (II) | N1 | D2 | D3 |
| ------------------ | ----- | ------ | ------- | -- | -- | -- |
| Région bruxelloise | 1     | 1      | 0       | 0  | 0  | 0  |
| Région flamande    | 12    | 10     | 2       | 0  | 0  | 0  |
| Région wallonne    | 3     | 3      | 0       | 0  | 0  | 0  |
| TOTAUX             | 16    | 14     | 2       | 0  | 0  | 0  |

#### Par provinces
Il n'y a plus de club amateur engagé dans la compétition. Les Provinces de Hainaut et de Namur ne sont plus représentées.
| # | Provinces                       | Total | JL (I) | PL (II) |
| - | ------------------------------- | ----- | ------ | ------- |
| 1 | Province d'Anvers               | 3     | 2      | 1       |
| 2 | Province du Brabant flamand     | 1     | 1      | 0       |
| 3 | Bruxelles - ACFF                | 1     | 1      | 0       |
| 4 | Province de Flandre-Occidentale | 5     | 5      | 0       |
| 5 | Province de Flandre-Orientale   | 1     | 1      | 0       |
| 7 | Province de Liège               | 3     | 3      | 0       |
| 8 | Province de Limbourg            | 2     | 1      | 1       |
|   | TOTAUX                          | 16    | 14     | 2       |

### Résultats
Les rencontres sont jouées du 30 novembre 2021 au 2 décembre 2021.
- La moitié du programme nécessite de disputer une prolongation, dont deux rencontres se décident aux tirs au but.
- L'élimination conjuguée de Westerlo et de Lommel signifie la fin du parcours des équipes de « Division 1B ».

| OT   | Dates             | à domicile                 | à l'extérieur           | Scores 90' | Scores 120' | T a B |
| HF-1 | 30 novembre 2021  | RFC Seraing ( I)           | R. SC Anderlecht (I)    | 3-3        | 3-3         | 3-4   |
| HF-2 | 1er décembre 2021 | K. AS Eupen (I)            | SV Zulte-Waregem (I)    | 2-2        | 3-2         |       |
| HF-3 | 1er décembre 2021 | KVC Westerlo (II)          | Oud-Heverlee Leuven (I) | 2-3        |             |       |
| HF-4 | 1er décembre 2021 | Lommel SK (II)             | K. AA Gent (I)          | 0-2        |             |       |
| HF-5 | 1er décembre 2021 | KV Kortrijk (I)            | KV Oostende (I)         | 1-0        |             |       |
| HF-6 | 1er décembre 2021 | Yellow Red KV Mechelen (I) | Cercle Brugge K. SV (I) | 1-1        | 2-1         |       |
| HF-7 | 1er décembre 2021 | K. RC Genk (I)             | Club Brugge KV (I)      | 3-3        | 3-3         | 3-5   |
| HF-8 | 2 décembre 2021   | R. Standard de Liège (I)   | K. Beerschot VA (I)     | 0-0        | 2-0         |       |

#### Huitièmes de finale - Fiches techniques 1 à 4
Pour faciliter la lecture, les rencontres sont proposées par groupes de quatre dans l'ordre chronologique suivant lequel elles sont jouées.

#### Huitièmes de finale - Fiches techniques 5 à 8
Pour faciliter la lecture, les rencontres sont proposées par groupes de quatre dans l'ordre chronologique suivant lequel elles sont jouées.

## Quarts de finale
Seules des formations de Jupiler Pro League sont encore en lice pour le reste de l'épreuve.
Le tirage au sort est effectué le 2 décembre 2021.

### Participants
Il n'y a plus de représentants limbourgeois.

#### Par régions
| Régions            | Total | JL (I) |
| ------------------ | ----- | ------ |
| Région bruxelloise | 1     | 1      |
| Région flamande    | 5     | 5      |
| Région wallonne    | 2     | 2      |
| TOTAUX             | 8     | 8      |

#### Par provinces
| # | Provinces                       | Total | JL (I) |
| - | ------------------------------- | ----- | ------ |
| 1 | Province d'Anvers               | 1     | 1      |
| 2 | Province du Brabant flamand     | 1     | 1      |
| 3 | Bruxelles - ACFF                | 1     | 1      |
| 4 | Province de Flandre-Occidentale | 2     | 2      |
| 5 | Province de Flandre-Orientale   | 1     | 1      |
| 7 | Province de Liège               | 2     | 2      |
|   | TOTAUX                          | 8     | 8      |

### Résultats
Les rencontres sont programmées les 22 et le 23 décembre 2021. 
| OT   | Dates            | à domicile                 | à l'extérieur            | Scores 90' | Scores 120' | T a B |
| QF-1 | 22 décembre 2021 | Yellow Red KV Mechelen (I) | K. AS Eupen (I)          | 1-3        |             |       |
| QF-2 | 22 décembre 2021 | K. AA Gent (I)             | R. Standard de Liège (I) | 3-1        |             |       |
| QF-3 | 23 décembre 2021 | R. SC Anderlecht (I)       | KV Kortrijk (I)          | 3-0        |             |       |
| QF-4 | 23 décembre 2021 | Club Brugge KV (I)         | Oud-Heverlee Leuven (I)  | 4-1        |             |       |

## Demi-finales
Le tirage au sort des demi-finale est effectué le jeudi 23 décembre 2021 peu après la fin des deux derniers quarts de finale . Le hasard propose un derby flandrien comme principale tête d'affiche, et d'autre part, un affrontement entre les deux demi-finalistes malheureux de l'édition précédente !

### Participants
Il n'y a plus de représentants anversois, ni brabançons flamands.
Le dernier carré est composé de clubs des trois régions belges, Excepté le club bruxellois, les autres sont issus de trois provinces différentes.

#### Par régions
| Régions            | Total | JL (I) |
| ------------------ | ----- | ------ |
| Région bruxelloise | 1     | 1      |
| Région flamande    | 2     | 2      |
| Région wallonne    | 1     | 1      |
| TOTAUX             | 4     | 4      |

#### Par provinces
| # | Provinces                       | Total | JL (I) |
| - | ------------------------------- | ----- | ------ |
| 3 | Bruxelles - ACFF                | 1     | 1      |
| 4 | Province de Flandre-Occidentale | 1     | 1      |
| 5 | Province de Flandre-Orientale   | 1     | 1      |
| 7 | Province de Liège               | 2     | 2      |
|   | TOTAUX                          | 4     | 4      |

### Résultats
Initialement, les rencontres « aller » sont programmées entre le 1er et le 3 février 2022. Les matchs « retour » sont prévus entre le 1er et le 3 mars 2022

### Résultats «Aller»
| 2 février 2022 | K. AA Gent (I) | 0-1   | Club Brugge KV (I) |                                |                                |
| TBD            |                | (0-0) |                    | Jan Breydel Arbitrage : M. TBD | Jan Breydel Arbitrage : M. TBD |

| 3 février 2022 | K. AS Eupen (I) | 2-2   | R. SC Anderlecht (I) |                            |                            |
| TBD            |                 | (1-1) |                      | Kehrweg Arbitrage : M. TBD | Kehrweg Arbitrage : M. TBD |

### Résultats «Retour»
| 2 mars 2022 | Club Brugge KV (I) | 0-3   | K. AA Gent (I) |                                            |                                            |
| 20h45       |                    | (0-2) |                | Ghelamco Arena Arbitrage : Erik Lambrechts | Ghelamco Arena Arbitrage : Erik Lambrechts |

| 3 mars 2022 | R. SC Anderlecht (I) | 3-1   | K. AS Eupen (I) |                                            |                                            |
| 20h45       |                      | (2-1) |                 | Lotto Arena Arbitrage : M. Nicolas Laforge | Lotto Arena Arbitrage : M. Nicolas Laforge |

## Finale
Cette finale 2022 a lieu à une date « rare », à savoir le lundi18 avril 2022. Cette journée est fériée car « Lundi de Pâques ».
C'est la 2e fois que les deux clubs se retrouvent en finale, après celle de 2008. Pour sa 6e participation à ce niveau de l'épreuve, La Gantoise empêche Anderlecht de devenir le 2e cercle à atteindre les dix succès. Pour cette seconde finale en l'espace de trois saisons, c'est un 4e trophée pour les Buffalos, douze ans après leur victoire contre le Cercle de Bruges. Anderlecht « joue à domicile » car en plus du contingents ayant acquis un billet pour les tribunes, plusieurs milliers de supporters mauves et blancs se sont massés devant un écran géant, au pied de l'Atomium, à quelques centaines de mètres du stade.
Ce match n'est pas vraiment l'apothéose toujours espérée, même s'il est empreint d'un long suspense. Celui-ci, comme souvent en pareil cas, va croissant et devient de plus en plus pesant. Malgré le forfait en dernière minute, de l'expérimenté Laurent Depoitre, La Gantoise est la première en action. Un reprise de l'arrière Okumu passe de peu à côté. Timide réponse  anderlechtoise, avec une demi-volée de Verschaeren aisément captée par le gardien Roef, ex Anderlecht de 2012 à 2020. Pour le reste, les deux formations se neutralisent tactiquement. Anderlecht semble plus nerveux car les joueurs mauves reçoivent quatre cartons jaunes durant la totalité des débats, pour un seul à leurs rivaux du jour.
La seconde période n'est guère plus palpitante, si l'on excepte l'incertitude évoquée ci-avant. Ce sont de nouveau les « Buffalos » qui se montrent les plus présents offensivement, mais il n'est pas exact de parler de domination. Dans ce domaine, en termes de possession de balle, c'est d'ailleurs l'équipe bruxelloise qui a le dessus (54% pour 46 Gantois). Petits drames humains, dans le quart d'heure de la fin. Monté au jeu à la 58e minute, le Ghanéen Ashimeru se blesse et quitte le terrain en larmes à la 76e. Le Gantois Hjulsager connaît une mésaventure similaire. Entré à la 69e, Danois doit laisser ses équipiers à l'entrée de la prolongation.
Peu avant l'issue des 90 minutes initialement prévues, la rencontre est interrompue par un incident. Un activiste vient pacifiquement s'attacher à un des poteaux du but gardé par Van Crombrugge. L'homme, que l'on a déjà vu quelques jours plus tôt à l'arrivée d'une course cycliste, porte un vêtement blanc sur lequel est inscrit un message en Anglais disant: « Voulez-vous que vos enfants meurent à cause de la crise climatique ? » sur le devant, et « Pas de football sur une planète morte ! » sur le dos.
Les deux fois quinze minutes supplémentaires n'apportent strictement rien de neuf au marquoir mais  l'intensité s'accroît d'autant que les deux formations s'ouvrent des possibilités. Le spectacle est enfin moins lassant. La Gantoise créée l'occasion la plus nette mais, sur la même action se fait contré par le portier adverse et la barre transversale.
La Gantoise est la première frapper lors de la séance de tirs au but. Le score monte à 4-3 puis l'Irlandais Josh Cullen voit son essai trop peu puissant bloqué par Davy Roef. Le Camerounais Ngadeu peut offrir la coupe à ses couleurs, mais Van Crombruggen maintient Anderlecht dans le coup au prix d'une très jolie détente sur sa droite. C'est un troisième arrêt de gardien de suite qui provoque la décision, quand Roef part sur sa gauche et écarte le tir de Michael Murillo, lequel avait pris très peu d'élan.
En conférence de presse, l'entraîneur anderlechtois Kompany s'il regrette la « défaite aux penalties », il l'accepte avec beaucoup de Fair-play tout en félicitant les vainqueurs. De son côté, Van Haezabroek souligne le fait que pour conquérir cette Coupe de Belgique son équipe a franchi que le cap de ce qu'il nomme « trois grands classiques»: le Standard (quart de finale), le Club de Bruges (battu deux fois en Demi-finales) et donc Anderlecht en Finale.
Quelques mois plus tard, La Gantoise déçoit en ne parvenant pas à se qualifier pour la phase de groupes de l'Europa League. Les « Buffalos » sont éliminés pat le club chypriote de l'AC Omónia Nicosie. À la suite de ce revers, ils sont reversés dans les groupes de la Conference League, compétition pour laquelle... Anderlecht se qualifie après deux tours éliminatoires.

### Feuille de match
| K. AA Gent ·        |                       |           |
| Titulaires :        |                       |           |
|                     |                       |           |
| 33                  | Davy Roef             |           |
| 02                  | Joseph Okumu          |           |
| 05                  | Michael Ngadeu        |           |
| 20                  | Jordan Torunarigha    |           |
| 18                  | Matisse Samoise       | 105e      |
| 24                  | Sven Kums             | 105e      |
| 13                  | Julien De Sart        |           |
| 14                  | Alessio Castro-Montes |           |
| 08                  | Vadis Odjidja         | 69e       |
| 09                  | Roman Bezus           | 89e       |
| 34                  | Tarik Tissoudali      | 90e       |
|                     |                       |           |
| Remplaçants :       |                       |           |
| 01                  | Sinan Bolat           |           |
| 06                  | Elisha Owusu          | 105e      |
| 11                  | Darko Lemajić         | 89e       |
| 17                  | Andrew Hjulsager      | 69e 90+2e |
| 21                  | Andreas Hanche-Olsen  | 105e      |
| 23                  | Yonas Malede          | 90e       |
| 25                  | Núrio Fortuna         | 90+2e     |
|                     |                       |           |
| Entraîneur :        |                       |           |
| Hein Vanhaezebrouck |                       |           |

| R. SC Anderlecht · |                        |         |
| Titulaires :       |                        |         |
|                    |                        |         |
| 30                 | Hendrik Van Crombrugge |         |
| 17                 | Sergio Gómez           |         |
| 04                 | Wesley Hoedt           |         |
| 02                 | Lisandro Magallán      |         |
| 62                 | Michael Murillo        |         |
| 11                 | Lior Refaelov          | 90e     |
| 20                 | Kristoffer Olsson      | 58e     |
| 08                 | Josh Cullen            |         |
| 10                 | Yari Verschaeren       | 58e     |
| 23                 | Joshua Zirkzee         | 58e     |
| 99                 | Christian Kouamé       |         |
|                    |                        |         |
| Remplaçants :      |                        |         |
| 16                 | Bart Verbruggen        |         |
| 07                 | Francis Amuzu          | 58e     |
| 09                 | Benito Raman           |         |
| 14                 | Bohdan Mykhaïlytchenko |         |
| 18                 | Majid Ashimeru         | 58e 76e |
| 46                 | / Anouar Ait El Hadj   | 90e     |
| 55                 | / Marco Kana           | 76e     |
|                    |                        |         |
| Entraîneur :       |                        |         |
| Vincent Kompany    |                        |         |

| K. AA Gent ·        |                       |           |
| Titulaires :        |                       |           |
|                     |                       |           |
| 33                  | Davy Roef             |           |
| 02                  | Joseph Okumu          |           |
| 05                  | Michael Ngadeu        |           |
| 20                  | Jordan Torunarigha    |           |
| 18                  | Matisse Samoise       | 105e      |
| 24                  | Sven Kums             | 105e      |
| 13                  | Julien De Sart        |           |
| 14                  | Alessio Castro-Montes |           |
| 08                  | Vadis Odjidja         | 69e       |
| 09                  | Roman Bezus           | 89e       |
| 34                  | Tarik Tissoudali      | 90e       |
|                     |                       |           |
| Remplaçants :       |                       |           |
| 01                  | Sinan Bolat           |           |
| 06                  | Elisha Owusu          | 105e      |
| 11                  | Darko Lemajić         | 89e       |
| 17                  | Andrew Hjulsager      | 69e 90+2e |
| 21                  | Andreas Hanche-Olsen  | 105e      |
| 23                  | Yonas Malede          | 90e       |
| 25                  | Núrio Fortuna         | 90+2e     |
|                     |                       |           |
| Entraîneur :        |                       |           |
| Hein Vanhaezebrouck |                       |           |

| R. SC Anderlecht · |                        |         |
| Titulaires :       |                        |         |
|                    |                        |         |
| 30                 | Hendrik Van Crombrugge |         |
| 17                 | Sergio Gómez           |         |
| 04                 | Wesley Hoedt           |         |
| 02                 | Lisandro Magallán      |         |
| 62                 | Michael Murillo        |         |
| 11                 | Lior Refaelov          | 90e     |
| 20                 | Kristoffer Olsson      | 58e     |
| 08                 | Josh Cullen            |         |
| 10                 | Yari Verschaeren       | 58e     |
| 23                 | Joshua Zirkzee         | 58e     |
| 99                 | Christian Kouamé       |         |
|                    |                        |         |
| Remplaçants :      |                        |         |
| 16                 | Bart Verbruggen        |         |
| 07                 | Francis Amuzu          | 58e     |
| 09                 | Benito Raman           |         |
| 14                 | Bohdan Mykhaïlytchenko |         |
| 18                 | Majid Ashimeru         | 58e 76e |
| 46                 | / Anouar Ait El Hadj   | 90e     |
| 55                 | / Marco Kana           | 76e     |
|                    |                        |         |
| Entraîneur :       |                        |         |
| Vincent Kompany    |                        |         |

## Nombre d'équipes par division
| Division   | Quatrième tour préliminaire | +  | Cinquième tour préliminaire | +   | Seizièmes de finale | Huitièmes de finale | Quarts de finale | Demi- finales | Finale |
| ---------- | --------------------------- | -- | --------------------------- | --- | ------------------- | ------------------- | ---------------- | ------------- | ------ |
| I          | N/A                         | +2 | 2                           | +16 | x                   | x                   | x                | x             | x      |
| II         | x                           | +6 | x                           |     | x                   | x                   | x                | x             | x      |
| N1         | x                           |    | x                           |     | x                   | x                   | x                | x             | x      |
| N2         | x                           |    | x                           |     | x                   | x                   | x                | x             | X      |
| N3         | x                           |    | x                           |     | x                   | x                   | x                | x             | x      |
| Provincial | x                           |    | x                           |     | x                   | x                   | x                | x             | x      |
| Total      | 48                          | +8 | 32                          | +16 | 32                  | 16                  | 8                | 4             | 2      |